# Федотюк Петро Кузьмич
Федотюк Петро Кузьмич (6 серпня 1942, с. Літки - 7 серпня 2008) – український поет, прозаїк, редактор видань. Член національної спілки письменників України. 

## Біографія
Народився Петро Кузьмич Федотюк 6 серпня 1942 року в с. Літки Лугинського району що на Житомирщині в родині службовця. Саме тут, в Літках минуло дитинство і юність поета. Краса природи, неповторні полісські краєвиди назавжди запали в юнацьке серце і відгукнулися в його творчості.
До школи пішов спочатку в Літківськівську семирічну, а потім в Лугинську середню школу.
Після школи працював на спорудженні доменної печі у місті Жданов (сучасний Маріуполь), целюлозно-картонному комбінаті в Астрахані, побував у геодезичній експедиції в Каракумах, трудився на цілині. П. Федотюк, перш ніж започаткувати свою літературну працю, пройшов чималий трудовий шлях. Усе побачене глибоко осмислив і перевтілив у художніх образах.
Після закінчення у 1971 році журналістського факультету Київського державного університету ім. Т. Шевченка, Петро Федотюк працював журналістом у ряді районних та обласних газет на Житомирщині, на радіо, в журналі „Людина і світ”.
Помер письменник 7 серпня 2008 р. Похований в рідних Літках на Лугинщині.

## Творчість
Першу пробу пера Петро Федотюк  зробив ще навчаючись в школі. В Лугинській районній газеті «Радянська перемога» було надруковано декілька його ранніх поезій.
Петро Федотюк автор більше двох десятків книг прози та поезії, сотень нарисів, публіцистичних статей, а також студій про мову в журналі "Вітчизна".
В різний час окремими збірками входили:
- "Гуси далекого берега" (1972 рік);
- "Сонце над барханами" (1976 рук);
- "Кар’єр" (1981 рік);
- "Ловец птичьих голосов" (1983 рік);
- "Вікнами до сонця" (1986 рік)
- "На грішній землі" (1989 рік);
- "Петрів хрест" (1991 рук);
- "Зелена шибениця" (1993 рік);
- "Нічого робити" (1993 рік);
- "Якби мені трохи грошей" (2000 рік);
- "Добродії та лихочвори: етюди про рідну мову" (2005) та інші.

Основними напрямки літературної творчості П. К. Федотюка був реалізм з застосуванням гумористичних і сатиричних прийомів. Є в творчому доробку і ліричні твори.

## Нагороди та премії
Лавреат Всеукраїнської премії ім. І. Огієнка (2003) за етюди про рідне слово „Добродії та лихочвори”. 
Лавреат Міжнародної премії ім. Алеко Костянтинова (1982, Болгарія),